# La Nefera

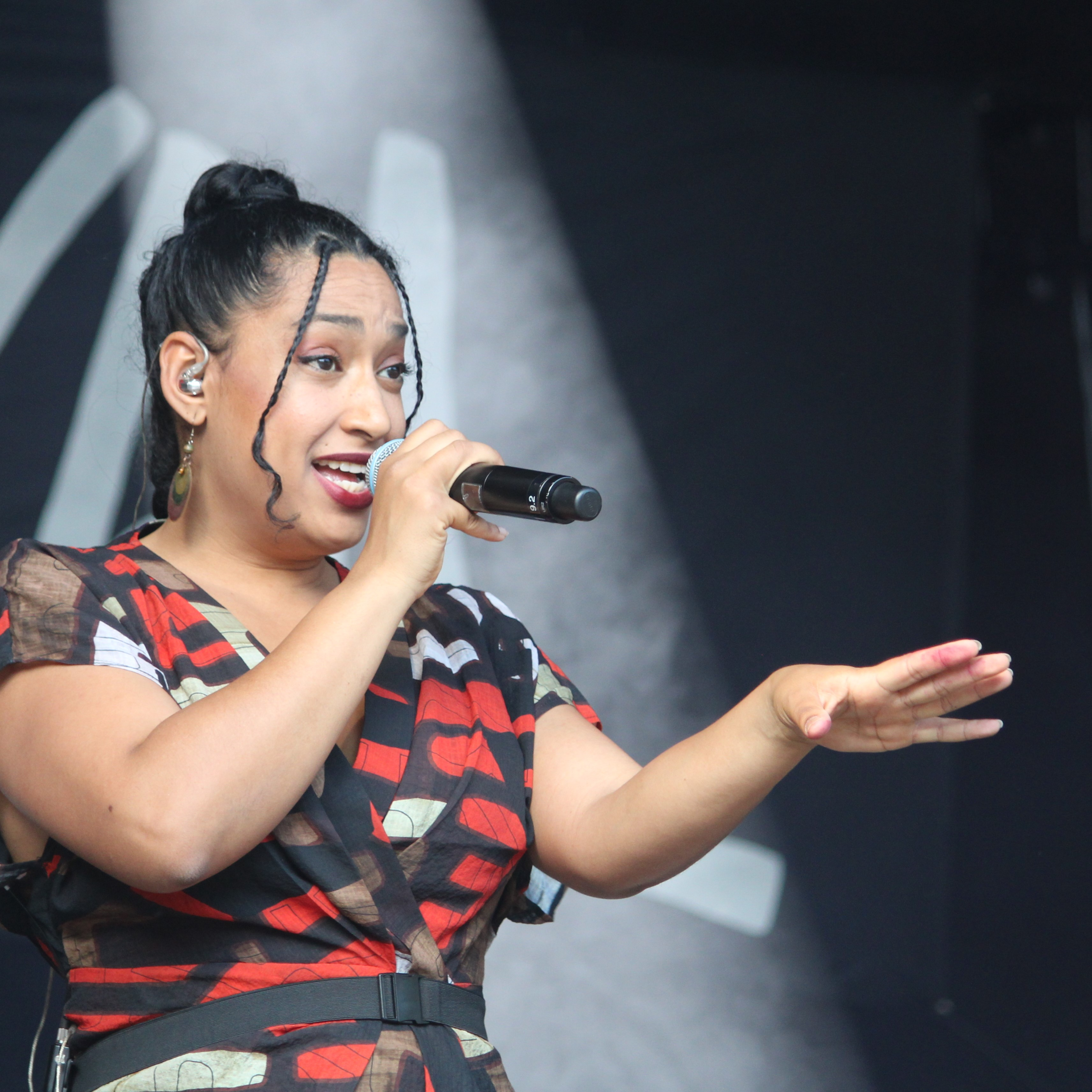
La Nefera auf dem Open Ohr Festival 2024

La Nefera (* 17. November 1988 in der Dominikanischen Republik als Jennifer Perez) ist eine Schweizer Rapperin.

## Leben
Mit zehn Jahren kam Jennifer Perez in die Schweiz, wo sie im Kanton Basel-Landschaft aufwuchs. 2006 begann sie, eigene Songs zu schreiben und gründete mit Rapper Steyr die Crew „Wortschatz los Dados“. 2008 war Wortschatz los Dados Vorgruppe der kubanischen Hip-Hop-Gruppe Orishas in Zürich. 2009 veröffentlichte die Gruppe ihre EP Nuestra Frecuenzia.
2013 schloss La Nefera ihr Studium Sozialer Arbeit an der Hochschule Luzern ab. Im gleichen Jahr nahm sie bei 1 City 1 Song teil. Im Februar 2015 veröffentlichte sie mit der Gruppe „Vybezbilder“ das Album Skillz on Fire. Im Juli 2016 erschien ihre Single Odio (auf Deutsch „Hass“), und im Oktober veröffentlichte sie ihr erstes Solo-Debütalbum A Lo Hecho Pecho (auf Deutsch etwa: „man muss zu seinen Taten stehen“) mit Arianna Puello als Gast. Dabei wurde sie vom RFV Basel – der Popförderung und Musiknetzwerk der Region Basel – unterstützt. Im gleichen Jahr war sie Gast auf Collie Herbs Album Bambus. Im Januar 2017 war sie nach Steff la Cheffe die zweite Frau, die am Rap-Event Bounce Cypher von Radio SRF Virus teilnahm. Im November 2018 gewann La Nefera den Publikumspreis des Basler Pop-Preises. 2020 erhielt sie den Förderpreis Musik des Kantons Basel-Landschaft. Im November 2022 gewann La Nefera den Basler Pop-Preis der Jury.